# Brahima Diarra
Brahima Diarra (Parigi, 5 luglio 2003) è un calciatore maliano, centrocampista dell'Al-Wahda.

## Carriera

### Club
Diarra è cresciuto nel settore giovanile dell'Huddersfield Town, con cui ha debuttato il 12 dicembre 2020 nell'incontro di Championship perso 5-0 contro il Bournemouth. Nel febbraio del 2022 è stato ceduto in prestito all'Harrogate Town, con cui ha trovato la prima rete in carriera l'8 febbraio contro il Crawley Town.
Rientrato all'Huddersfield è stato promosso definitivamente in prima squadra. Al termine della stagione 2023-2024 è rimasto svincolato.

### Nazionale
Ha giocato nella nazionale maliana Under-23.
Nel 2024 è stato convocato dalla nazionale olimpica maliana per partecipare ai Giochi della XXXIII Olimpiade.

## Statistiche

### Presenze e reti nei club
Statistiche aggiornate al 24 luglio 2024.
| Stagione        | Squadra           | Campionato      | Campionato | Campionato | Coppe nazionali | Coppe nazionali | Coppe nazionali | Coppe continentali | Coppe continentali | Coppe continentali | Altre coppe | Altre coppe | Altre coppe | Totale | Totale | Totale |
| Stagione        | Squadra           | Comp            | Pres       | Reti       | Comp            | Pres            | Reti            | Comp               | Pres               | Reti               | Comp        | Pres        | Reti        | Pres   | Reti   |        |
| --------------- | ----------------- | --------------- | ---------- | ---------- | --------------- | --------------- | --------------- | ------------------ | ------------------ | ------------------ | ----------- | ----------- | ----------- | ------ | ------ | ------ |
| 2020-2021       | Huddersfield Town | FLC             | 1          | 0          | FACup+CdL       | 1+0             | 0               |                    | -                  | -                  |             | -           | -           | 2      | 0      |        |
| 2021-2022       | Huddersfield Town | FLC             | 0          | 0          | FACup+CdL       | 0               | 0               |                    | -                  | -                  |             | -           | -           | 0      | 0      |        |
| 2021-2022       | Harrogate Town    | FL2             | 10         | 1          | FACup+CdL       | 1+0             | 0               |                    | -                  | -                  | FLT         | 2           | 0           | 13     | 1      |        |
| 2022-2023       | Huddersfield Town | FLC             | 20         | 0          | FACup+CdL       | 1+0             | 0               |                    | -                  | -                  |             | -           | -           | 21     | 0      |        |
| 2023-2024       | Huddersfield Town | FLC             | 21         | 0          | FACup+CdL       | 1+1             | 0               |                    | -                  | -                  |             | -           | -           | 23     | 0      |        |
| Totale carriera | Totale carriera   | Totale carriera | 52         | 1          |                 | 5               | 0               |                    | -                  | -                  |             | 2           | 0           | 59     | 1      |        |